# 青森県道255号川部停車場線
青森県道255号川部停車場線（あおもりけんどう255ごう かわべてしょじょうせん）は、青森県南津軽郡田舎館村を通る一般県道である。

## 概要
JR東日本 奥羽本線・五能線川部駅前から西へ進み、青森県道110号黒石藤崎線へ合流する。

### 路線データ
- 起点 : 川部停車場[1]
- 終点 : 南津軽郡藤崎町（黒石藤崎線交点）[1]

## 歴史
- 1975年（昭和50年）3月27日 - 県道に認定される[1]。

## 地理

### 通過する自治体
- 南津軽郡
  - 田舎館村
  - 藤崎町

### 交差する道路
- 青森県道110号黒石藤崎線（南津軽郡藤崎町、終点）

### 沿線の施設など
- JR東日本川部駅
- 川部交通